# Tweed Water Spaniel

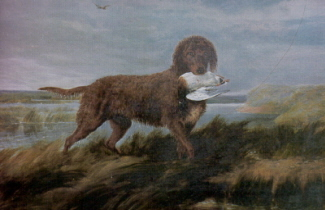
Tweed Water Spaniel dog ut under senare delen av 1800-talet.

Tweed Water Spaniel är en utdöd hundras från Skottland. Den var uppkallad efter floden Tweed i Scottish Borders.
Tweed Water Spaniel ingår i härstamningen för retrievrarna, särskilt curly coated retriever. Den var en brittisk motsvarighet till vattenhundarna och liknade irländsk vattenspaniel, men var kraftigare byggd. Den är även omtalad som Tweed Spaniel och Old Water Spaniel. Tweed Water Spaniel var en av flera lokala typer av brittiska vattenspanielar. Det har också funnits en Large Rough Water Dog på Brittiska öarna.